# جورجيت هاير
جورجيت هاير /ˈheɪ.ər/ (16 من أغسطس 1902-4 من يوليو 1974)روائية إنجليزية في الرومانسية التاريخية والأدب البوليسي. بدأت حياتها المهنية في الكتابة في عام 1921، عندما حولت قصة لشقيقها الأصغر إلي رواية الفراشة السوداء تزوجت هاير من جورج رونالد روجيه، مهندس تعدين، في عام 1925. قضى الزوجان عدّة سنوات في تنجانيقا ومقدونيا قبل عودتهم إلى إنجلترا في عام 1929. بعد روايتها ظلال قديمة أصبحت هاير ذات شهرة واسعة بالرغم من إصدارها في فترة الإضراب العام. قررت هاير أن الدعاية ليست ضرورية من أجل تحقيق نسبة مبيعات جيدة.لذا لبقية حياتها رفضت إجراء أي مقابلات شخصية، كانت تقول لأحد الأصدقاء: "حياتي الشخصية لا تهم أي أحد إلا نفسى وعائلتي.""
أسست هاير الرومانسية التاريخية كنوع من أنواع الأدب وتتفرع منها الرومانسية بفترة الوصاية على العرش. كتابتها الرومانسية مستوحاه من جاين أوستن ولكنها ليست مثل أوستن التي كتبت عن ومن أجل العصر التي عاشت فيه، بل كانت هاير مجبرة على إدراج معلومات وفيرة عن الفترة الزمنية وبذلك يفهم قرائها طبيعة الأمر. لضمان الدقة، جَمَعت هاير أعمال مرجعية وحفظت ملاحظات تفصيلية عن كل جوانب الحياة في فترة الوصاية على العرش. يعتقد الكثير من النقاد أن الروايات مُفصلة جداً، بينما يعتبر آخرون أن مستوى التفاصيل هو أعظم مدخرات هاير. طبيعتها ذات الطابع الدقيق واضحة في رواياتها التاريخية. حتى أن هاير أعادت صياغة ويليام الفاتح في غزوه إنجلترا لروايتها الفاتح.
بدايةً من عام 1932، كانت تصدر هاير رواية واحدة رومانسية وأخرى إثارة كل عام. غالباً ما كان يضع زوجها الخطوط العريضة للحبكة في رواياتها ذات طابع الرعب والإثارة، تاركاً لها تطوير العلاقات بين الشخصيات والحوار ومن ثم تقديم القصة للحياة. على الرغم من وصف العديد من النُقاد لروايات هاير البوليسية بأنها غير أصلية، إلا أن أخرين كنانسي وينجت مدحتهم «لطرافتهم فضلاً عن الكوميديا المُتَدَاخِلة ضمن بعض الأحداث وذلك إلى جانب الحبكة المنسوجة بشكل جيد.»
في بعض الأحيان كانت تشوب نجاحاتها بعض المشاكل مع مفتشى الضرائب وسارقي الأعمال الفنية المزعومين. اختارت هاير عدم رفع قضايا ضد اللصوص المشتبه بهم في سرقة أعمالها الأدبية، ولكن حاولت بعدة طرق تقليل مسؤؤليتها الضريبية. اضطرت لوضع جانباً بعض من أعمالها التي أطلقت عليها «الأعمال العظيمة» (بالاتينية: magnum opus) (ثلاثية تغطى أسرة لانكاستر) لكتابة المزيد من الأعمال الناجحة تجارياً، في نهاية المطاف أنشأت هاير شركة ذات مسؤولية محدودة لإدراة ملكيتها وحقوق نشر رواياتها. تم اتهمت عدّة مرات بتوفير راتب كبير لنفسها، وفي 1966 باعت الشركة وحقوق نشر 17 من رواياتها إلى Booker-McConnell.
استمرت هاير في الكتابة حتى وفاتها في يوليو 1974.حيث كانت 48 من رواياتها لاتزال تُطبع وقد نُشرت بعد وفاتها، وكان كتابها الأخير: أميري جون.

## السنوات الأولى
وُلدت هاير في ويمبلدون، لندن عام 1902. تم تسميتها باسم والدها، جورج هاير. والدتها سيلفيا واتكينز، درست كل من التشيلو والبيانو وكانت واحدة من أكثر 3 متفوقيين في صفها بالكلية الملكية للموسيقى. هاجر جدها لأبيها من روسيا، بينما امتلك جديها لأمها قاطرات علي نهر التيمز.
هاير كانت الأكبر من بين 3 أطفال: أخويها جورج بوريس (المعروف باسم بوريس) وفرانك اللذان يصغرانها بأربع وتسع سنين. لفترة زمنية من طفولتها، عاشت أسرتها بباريس، فرنسا، ولكنهم عادوا إلي إنجلترا بعد فترة وجيزة بعد اندلاع الحرب العالمية الأولي في 1914. على الرغم من أن نطق لقب عائلتها (هير، بالإنجليزية: Higher) دفعت الحرب والدها لاستخدام النطق (هاير، بالإنجليزية: Hair) حتى لا يتم الخلط بينهم وبين الألمان بالخطأ. خدم والدها كضابط مشتريات للجيش البريطاني في فرنسا خلال الحرب وبعد انتهاءها تم تعيينه عضواً في رتبة الإمبراطورية البريطانية (MBE). ترك الجيش في 1920 برتبة نقيب، درس في كلية الملك بلندن وفي بعض الأحيان كَتَبَ لمجلة الغرانتا.
شجع جورج هاير أبنائه بقوة علي القراءة ولم يحظر أي كتاب، قرأت جورجيت على نطاق واسع وغالباً ما كانت تلتقى بصديقتيها جوانا كانان وكارولا أومان لمناقشة الكُتب. شاركت لاحقاً كلا من هاير وأومان أعمالهما وتعرضتا للنقد.
بدأت هاير وهي في السابعة عشرة من عمرها قصة مُسلسلة لتسلية شقيقها بوريس، الذي كان يعانى من مرض الناعور. استمتع والدها بالسماع إلى القصة ونصحها بتجهيزها للنشر. وجد نائب والدها ناشر لكتابها الفراشة السوداء (رواية) -عبارة عن مغامرات شاب تولى مسؤولية بطاقات الغش خاصة أخوه- تم نشرها في 1921. وفقاً لكَاتبة سيرتها الذاتية جين أيكن هودج، تحتوى الرواية على العديد من العناصر التي يمكن اعتبارها نموذج معيارى لكل روايات هاير، «قيادة العنصر الذكري الساخرة، والزواج في خطر، والزوجة المُسرفة، ومجموعة العاطلين، والشباب الذين يتسلون». وقد نشرت في العام التالي واحدة من قصصها القصيرة المعاصرة، «عرض زواج إلى سيثلى»، تم نشرها في المجلة السعيدة (بالإنجليزية: Happy Magazine).

## الزواج
أثناء تقضية العُطلة في ديسمبر 1920، التقت هاير بجورج رونالد روجيه، الذي يكبرها بعامين. وأصبح الاثنان شركاء دائمين بانتظام في الرقص بينما درس روجيه في المدرسة الملكية للمناجم ليصبح مهندس تعدين. في ربيع 1925، بعد فترة قصيرة من نشر روايتها الخامسة، أعلنا خطبتهما. وبعد شهر واحد، تُوفى والد هاير إثر ذبحة قلبية. ولم يترك ثروة أو دخل شهري وتكّلفت هاير بالمسؤولية المالية عن شقيقيها اللذان تتراوح أعمارهما بين ال 19 وال 14. بعد شهرين من وفاة والدها في 18 أغسطس، تزوجت هاير من روجيه بمراسم احتفال بسيطة.
في أكتوبر 1925 تم إرسال روجيه للعمل في جبال القوقاز، ويرجع ذلك جزئياً لتَعلُمه الروسية وهو طفل. ظلت هاير في الوطن واستمرت بالكتابة. في 1926، نُشرت رواية ظلال قديمة. على عكس روايتها الأولى، تُرَكز ظلال قديمة على العلاقات الشخصية أكثر من المغامرة. ظهر الكتاب في خضم الإضراب العام في المملكة المتحدة لعام 1926؛ وبذلك لم تتلق الرواية أي تغطية صحفية أو نقد أو إعلانات. مع ذلك، تم بيع 190,000  نسخة من الكتاب. عدم وجود الدعاية لم تؤثر سلباً على المبيعات، ولذلك رفضت هاير لبقية حياتها تعزيز كُتُبها بالدعاية، على الرغم من ذلك في كثير من الأحيان كان يطلب منها الناشرين إجراء مقابلات شخصية. كتبت مرة لأحد الأصدقاء «تصويري في عملى أو في حديقتي، هذا هو نوع الدعاية التي أجدها مُقرفة وغير ضرورية. حياتي الشخصية لا تهم أحد غيري أنا وعائلتى.»
عاد روجيه إلى الوطن في صيف 1926، ولكن في خلال شهور تم إرساله إلى إقليم شرق أفريقيا تنجانيقا، انضمت هاير له هناك في العام التالى. كانوا يعيشون في كوخ مصنوع من عشب الفيل في الأدغال؛  كانت هاير هي أول إمراة بيضاء يتم رؤية خُدامِها. بينما في تنجانيقا، كتبت هاير المتخفيون، التي بدأت في 1745، يَتبع الكتاب المغامرات الرومانسية لأشقاء يتظاهرون بأنهم من الجنس الآخر من أجل حماية أُسرِهِم، جميع اليعاقبة السابقين. على الرغم من أن هاير لم تكن لديها مرجعية في كتابها، إلا أنه احتوى على مفارقة تاريخية واحدة: وضعت سنة افتتاح ذو البشرة البيضاء في وقت مبكر جداً. سردت أيضاً عدد من مغامراتها، بعنوان وحش أفريقيا ذو القرن
 والتي تم نشرها في جريدة المجال (بالإنجليزية: The Sphere) عام 1929.
في 1928، انضمت هاير إلى زوجها في مقدونيا حيث تُوفيت هناك غالباً بعد جرعة تخدير للأسنان غير صحيحة. أصرت على العودة إلى إنجلترا قبل بدء تكوين أسرة. في العام التالى ترك روجيه وظيفته، جاعلاً هاير هي المُعيل الرئيسى للأسرة. بعد تجربة فاشلة لتشغيل الغاز، وإنتاج فحم الكوك وشركة الإضاءة، اشترى روجيه محل أدوات رياضية في هورشام بالأموال التي استعاروها من عمة هاير. عاش شقيق هاير، بوريس، في الطابق العلوى للمحل وساعد روجيه، بينما استمرت هاير بتوفير الجزء الأكبر من أرباح الأسرة بكتابتها.

## الرومانسية بفترة الوصاية
كانت أعمال هاير الأولى روايات رومانسية، كُتبت معظمها قبل 1800. في 1935، أصدرت روايتها Regency Buck، أولى روايتها في فترة الوصاية على العرش. أسست هذه الرواية الأكثر مبيعاً هذا النوع من الرومانسية في فترة الوصاية على العرش. على عكس الروايات الرومانسية في هذه الفترة، استخدمت روايات هاير المكان كأداة من أدوات الحبكة الدرامية. عرضت العديد من شخصياتها أحاسيس العصر الحديث: تشير الشخصيات التقليدية في الروايات إلى غرابة أطوار البطلات، مثل الرغبة في الزواج عن حب. تدور الأحداث في الروايات غالباً عن الطبقة العليا وفقط في بعض المناسبات يُذكر الفقر، الديت أو السياسة (طريقة أخرى لإظهار انعكاس روايات جين أوستن على وراياتها).

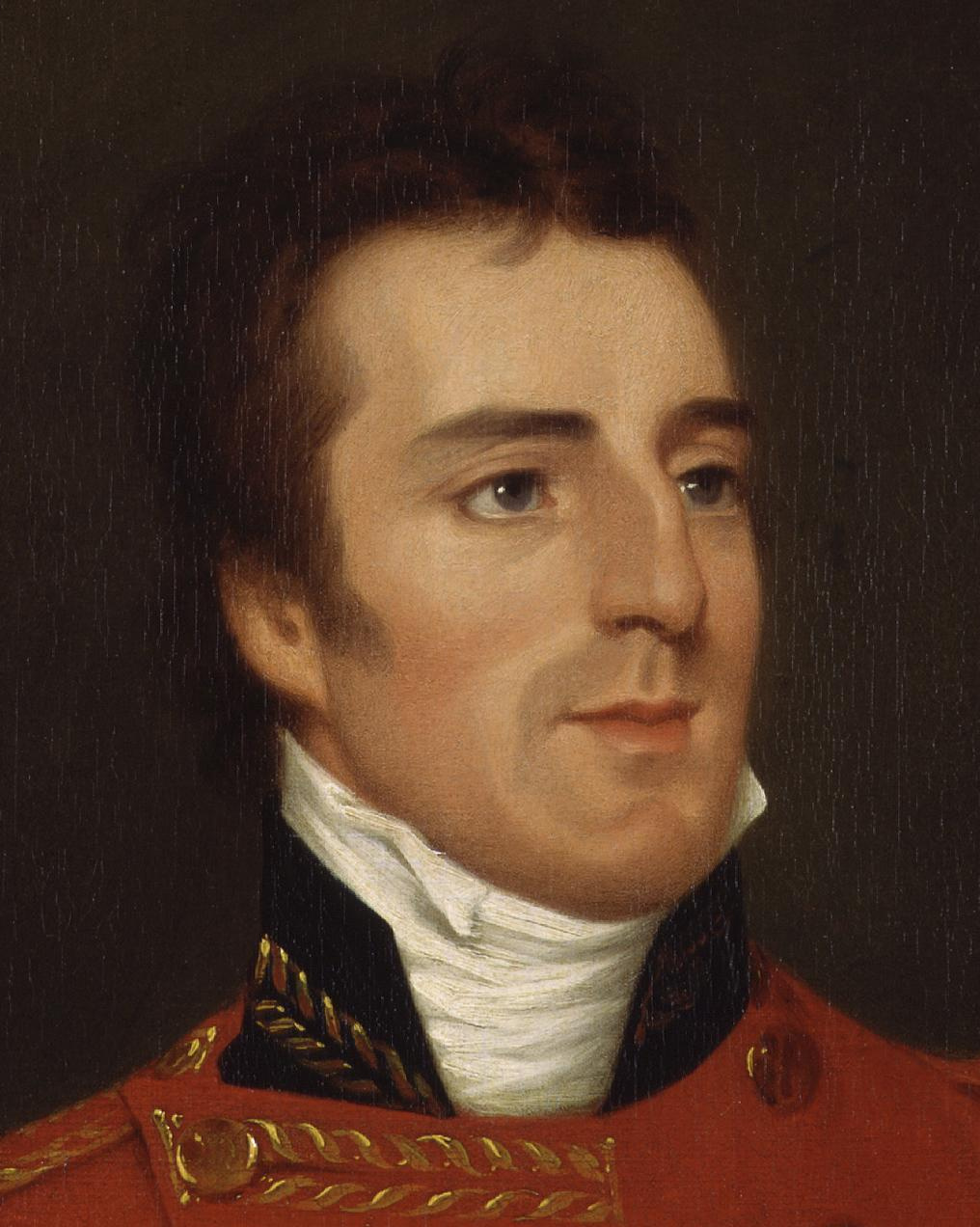
ادعت هاير أن كل كلمة نطق بها دوق ويلنغتون في روايتها (جيش غير مشهور، بالإنجليزية: An Infamous Army)هي كلمات منطوقة أو مكتوبة بواسطته في حياته.

على الرغم من أن فترة الوصاية على العرش ببريطانيا استمرت من 1811 إلى 1820، رومانسيات هاير كُتبت من 1752 إلى 1825. كما لاحظت الناقدة الأدبية كاى ماسيل، تدور الكتب حول «الطقوس الاجتماعية المنظمة- يُمثل الزواج كموسم لندن» حيث «الكل في خطر من النفى بدون محاكمة بسبب السلوك غير اللائق». رومانسياتها في فترة الوصاية على العرش كانت مستوحاة من كتابات جين أوستن، والتي تم نشر كتبها في نفس الفترة. أعمال أوستن، مع ذلك، كانت روايات معاصرة، واصفة العصر حيث عاشت.

## المُقلدين
كلما زادت شعبية هاير، كلما بدأ مؤلفون آخرون تقليد أسلوبها. في مايو 1950، أخطرها أحد قرائها بأن باربارا كارتلاند قد كتبت عدة روايات بأسلوب مماثل لأسلوب هاير في الكتابة، وإعادة استخدام الأسماء، وصفات الشخصيات الروائية، ونقاط الحبكة الدرامية واقتباس من كتب هاير، تحديداً مجازفة من القلوب(بالإنجليزية: A Hazrd of Hearts) التي استعارت شخصياتها من رواية طفل يوم الجمعة(بالإنجليزية: Friday's Child)و رواية محتال القلوب(بالإنجليزية: The Knave of Hearts) المأخوذة من رواية هذه ظلال قديمة(بالإنجليزية: these old shades). أنهت هاير تحليلاً مفصلاً عن السرقات الأدبية المزعومة لمحامييها، وبينما لم تصل القضية إلى المحاكم ولم تستلم هاير اعتذار من هؤلاء الأدباء، وتوقفت عملية الطباعة. اقترح محاميو هاير تسريب النسخ إلى الصحافة ولكنها رفضت.
في 1961، كتب قاريء آخر التشابه الذي وَجَدَهُ في أعمال كاثلين ليندساي بأعمال هاير، خاصةً رواية لاس الفاتن(بالإنجليزية: Winsome Lass). اقترضت الروايات نقاط الحبكة الدرامية، والشخصيات، والألقاب، والحديث الكثير عن فترة الوصاية على العرش. وبعد أن اتهمت الجماهير هاير بنشر أشياء غير مطابقة للمواصفات تحت اسم مستعار، كتبت هاير لناشر آخر شكوى. وعندما تولى صاحب البلاغ استثناء الاتهامات، كتبت هاير قائمة بالأشياء المُستعارة والأخطاء التاريخية. كان من بين هؤلاء الاستخدام المتكرر لعبارة «إعداد كعكة بنفسك» (بالإنجليزية: "to make a cake of oneself")، التي اكتشفتها هاير في مذكراتها الخاصة الغير منشورة للعامة. في حالة آخرى، صاحب البلاغ المشار إليه أن الحادث التاريخي قد اخترعته هاير مُسبقاً في رواية مُبكرة لها. أوصت المحامين هاير اللجوء للقضاء، لكنها قررت في النهاية عدم مقاضاة أحد.

## السنوات الأخيرة
في 1959، أصبح روجيه مستشار الملكة. في السنة التالية، وقع نجلهم في حب زوجة ليست من المعارف. ساعد ريتشارد المرأة، سوزانا فلينت، على ترك زوجها، وتزوجا بعد إنهاء إجراءات طلاقها من زوجها. صُدمَت هاير من مثل هذه البذاءة ولكن سرعان ما أحبت زوجة ابنها، واصفه إياها لاحقاً ب«الأبنة التي لم تكن لدينا أبداً واعتقدنا أننا لا نريدها». قام ريتشارد وزوجته بتربية ابنيها من زواجها الأول وانجبا (ريتشارد وزوجته) لهاير حفيدها الوحيد في 1966، عندما وُلِدَ نجلهم نيكولاس روجيه.
تقدمت هاير بالسن وبدأت تعانى من مشاكل صحية أكثر تواتراً. في يونيو 1964، خضعت لعملية جراحية لإزالة حصوات بالكلى. على الرغم من أن الأطباء في البداية توقعوا تمام شفائها بعد 6 أشهر، إلا أنهم بعد شهرين توقعوا أنه قد تمدت الفترة إلى عام أو أكثر لكى تشعر بتحسن تام. العام التالى، تعرضت إلى عضة بعوضة والتي تحولت إلى عفن، مما دفع الأطباء لترقيع الجلد. في يوليو 1973 تعرضت لسكتة دماغية طفيفة وأمضت ثلاثة أسابيع في دار للرعاية. عندما توفي شقيقها بوريس في وقت لاحق من ذلك العام، كانت هاير مريضه جداً فلم تستطع السفر إلى جنازته. عانت سكتة دماغية أخرى في فبراير 1974. وبعد ثلاثة أشهر، تم تشخيصها بأنها مصابة بسرطان الرئة، الذي يعيده كاتب سيرتها لسبب ال 60-80 سيجارة ذات الرؤوس الفلين التي كانت تدخنهم هاير كل يوم (على الرغم من أنها ادعت عدم التدخين) لجوفها. في 4 يوليو 1974، تُوفيت هاير. عرف معجبوها لأول مرة اسمها من نعى لها.

## التراث

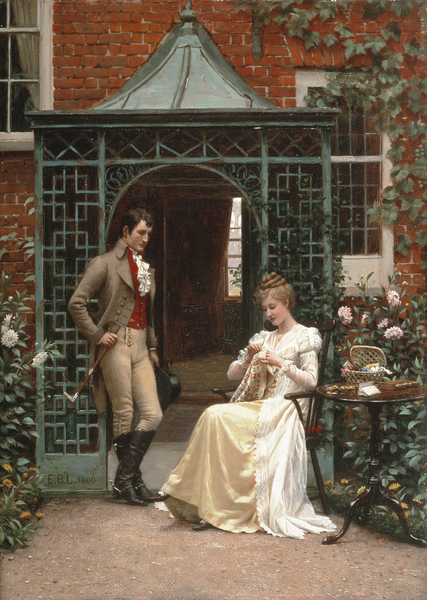
لوحة الفنان ادموند بلير ليتون. "على عتبة (عرض الزواج)" تصور الخطوبة في فترة الوصاية على العرش بإنجلترا، مماثلة لتلك التي تم وصفها في الرومانسية التاريخية لهاير.

بجانب نجاحها في المملكة المتحدة، لاقت روايات هاير شهرة واسعة في الولايات المتحدة الأمريكية وألمانيا وقد حققت نجاحاً محترما في المبيعات بتشيكوسلوفاكيا. الطبعة الأولى لواحدة من رواياتها في الكومنولث غالباً تحتوى ما بين 65,000 و 75,000 نسخة، وروايتها بشكل مجمع تبيع كل عام 100,000 نسخة أو أكثر. وتُباع عادة أكثر من 500,000 نسخة من كتبها ذات الأغلفة الورقية كل عام. وقت وفاتها كان لا يزال هناك 48 كتاب لها ما زال يطبع، بما فيهم روايتها الأولى، الفراشة السوداء.
كانت كتبها ذات شعبية كبيرة خلال فترة الكساد الكبير والحرب العالمية الثانية. وصفت الصحفية ليزلي ماكدويل رواياتها بأنها تحتوى على "تماسك وشفرات محطمة وخادمات في خطر"، سمحت للقراء الهروب من العناصر الدنيوية والصعوبات في حياتهم. وفي خطاب لوصف روايتها طفل يوم الجمعة، علقت هاير، "اعتقد شخصياً أنه يجب قتلى على كتابة مثل هذا الهراء. ...ولكن أعتقد أن هذا نوع جيد من الأدب الإنهزامى للهروب، وأعتقد أنه بالأحرى تفضيله بينما أجلس في ملجأ من الغارات الجوية أو في مرحلة التعافى من الأنفلونزا.
بشكل خاص اخترعت هاير الرومانسية التاريخية وأنشأت فرع الرومانسية بفترة الوصاية على العرش. عندما صدرت لأول مرة كتبها في الولايات المتحدة الأمريكية عام 1966، تم وصفها بأنها تقليد لجين أوستن. كما بدأ روائيين أخريين بتقليد أسلوبها والاستمرار في تطوير الرومانسية في فترة الوصاية على العرش، وتم وصف رواياتهم بأنها "تتبع تقاليد الرومانسية لجورجيت هاير". وفقا لكاي ماسيل، "تقريبا كل كاتب بفترة الوصاية يطمع في ذلك الوسام.
على الرغم من نجاحها، إلا أن النقاد تجاهلوا هاير. على الرغم أنه لم يتم استعراض أي من رواياتها في أي صحيفة مهمة، نسبة لداف هارت ديفيز، لم يقلقها غياب استعراض كتبها في الصحف المهمة. المهم هو حقيقة بيع قصصها بأعداد متزايدة. وتم التغاضى أيضاً عن ذكر هاير في موسوعة بريتانيكا. تضمنت طبعة عام 1974 من الموسوعة نُشرت بعد وقت قصير من وفاتها، مقالات عن الكُتاب الشعبيين كأغاثا كريستي ودوروثي سايرز، ولكن لم يتم ذكر هاير.

## قائمة الأعمال

### روايات فترة حكم الملك جورج ومدة الوصاية على العرش
- The Black Moth (1921)
- The Transformation of Philip Jettan (1923) (later republished as Powder and Patch) (1930)
- These Old Shades (1926)
- The Masqueraders (1928)
- Devil's Cub (1932)
- The Convenient Marriage (1934)
- Regency Buck (1935)
- The Talisman Ring (1936)
- An Infamous Army (1937)
- The Spanish Bride (1940)
- The Corinthian (1940)
- Faro's Daughter (1941)
- Friday's Child (1944)
- The Reluctant Widow (1946)
- The Foundling (1948)
- Arabella (1949)
- The Grand Sophy (1950)
- The Quiet Gentleman (1951)
- Cotillion (1953)
- The Toll-Gate (1954)
- Bath Tangle (1955)
- Sprig Muslin (1956)
- April Lady (1957)
- Sylvester, or the Wicked Uncle (1957)
- Venetia (1958)
- The Unknown Ajax (1959)
- A Civil Contract (1961)
- The Nonesuch (1962)
- False Colours (1963)
- Frederica (1965)
- Black Sheep (1966)
- Cousin Kate (1968)
- Charity Girl (1970)
- Lady of Quality (1972)

### روايات تاريخية
- The Great Roxhythe (1923)
- Simon the Coldheart (1925)
- Beauvallet (1929)
- The Conqueror (1931)
- Royal Escape (1938)
- My Lord John (1975)

### روايات ذات خلفية معاصرة
- Instead of the Thorn (1923)
- Helen (1928)
- Pastel (1929)
- Barren Corn (1930)

### رعب ذات خلفية معاصرة
- Footsteps in the Dark (1932)
- Why Shoot a Butler? (1933)
- The Unfinished Clue (1934)
- Death in the Stocks (1935)
- Behold, Here's Poison (1936)
- They Found Him Dead (1937)
- A Blunt Instrument (1938)
- No Wind of Blame (1939)
- Envious Casca (1941)
- Penhallow (1942)
- Duplicate Death (1951)
- Detection Unlimited (1953)

### مجموعة قصص صغيرة
- Pistols for Two and other stories (1960), containing:
- Pistols for Two
- A Clandestine Affair
- Bath Miss
- Pink Domino
- A Husband for Fanny
- To Have the Honour
- Night at the Inn
- The Duel
- Hazard
- Snowdrift
- Full Moon

### قصص صغيرة آخرى
- A Proposal to Cicely (1922)[46]
- The Bulldog and the Beast (1923)[47]
- Linckes' Great Case (1923) [48]
- Runaway Match (1936)
- Pursuit (1939)[49]

## الهامش
1. ↑  Joseph McAleer (1999)، Passion's Fortune، مطبعة جامعة أكسفورد، ص. 43، ISBN:978-0-19-820455-8، مؤرشف من الأصل في 2020-04-11
2. 1 2  Hodge (1984), p. 70.
3. ↑  Wingate (1976), p. 307.
4. 1 2 3  Hodge (1984), p. 13.
5. 1 2  Byatt (1975), p. 291.
6. ↑  Hodge (1984), p. 15.
7. ↑  Hodge (1984), p .14.
8. 1 2  Hodge (1984), p. 16.
9. 1 2 3  Byatt (1975), p. 293.
10. 1 2  Hughes (1993), p. 38.
11. ↑  Hodge (1984), p. 17.
12. ↑  Fahnestock-Thomas (2001), p. 3.
13. ↑  Hodge (1984), p. 21.
14. ↑  Hodge (1984), p. 22.
15. ↑  Hodge (194), p. 23.
16. 1 2  Hodge (1984), p. 27.
17. ↑  Byatt (1975), p. 292.
18. ↑  Hodge (1984), p. 25.
19. ↑  Hodge (1984), p. 69.
20. 1 2 3 4 5  Hodge (1984), pp. 27–30.
21. ↑  Fahnestock-Thomas (2001), p. 4.
22. ↑  Byatt (1975), p. 294.
23. ↑  Devlin (1984), p. 361.
24. 1 2 3  McDowell، Lesley (11 يناير 2004)، "Cads wanted for taming; Hold on to your bodices: Dorothy L. Sayers and Georgette Heyer are making a comeback this year.  Lesley McDowell can't wait."، ذي إندبندنت، London، ص. 17، مؤرشف من الأصل في 2009-11-26
25. ↑  Regis (2003), p. 127.
26. ↑  Laski (1970), p. 283.
27. ↑  Laski (1970), p. 285.
28. ↑  Mussell (1984), p. 413.
29. ↑  Kloester (2012) pp. 275-9
30. ↑  Hodge (1984), p. 206.
31. 1 2  Kloester (2012), pp. 335-336
32. 1 2  Hodge (1984), pp. 140–141.
33. ↑  Hodge (1984), pp. 141, 151.
34. ↑  Hodge (1984), p. 169.
35. ↑  Hodge (1984), pp. 163, 165.
36. ↑  Hodge (1984), pp. 175, 204–206.
37. 1 2  Hebert (1974), pp. 254–255.
38. ↑  Reinhardt (1974), pp. 257–258.
39. 1 2  Byatt (1975), p. 297.
40. 1 2  Hart-Davis (1974), pp. 258–259.
41. ↑  A historical romance is a romance novel set in the past. This is not to be confused with historical fiction that was influenced by romanticism.
42. ↑  Regis (2003), pp. 125–126.
43. 1 2  Robinson (1978), p. 322.
44. ↑  Mussell (1984), p. 412.
45. ↑  Fahnestock-Thomas (2001), p. 261.
46. ↑  Published in Happy Magazine
47. ↑  Published in Happy Magazine, March 1923
48. ↑  Published in The Detective Magazine, 2 March 1923
49. ↑  Published in The Queen's Book of the Red Cross, 1940

## قراءة المزيد
- Chris, Teresa (1989). Georgette Heyer's Regency England. Sidgwick & Jackson Ltd, ISBN 0-283-99832-6
- Kloester, Jennifer (2005). Georgette Heyer's Regency World. London: Heinemann, ISBN 0-434-01329-3

## وصلات خارجية
- جورجيت هاير على موقع IMDb (الإنجليزية)
- جورجيت هاير على موقع أول موفي (الإنجليزية)
- جورجيت هاير على موقع قاعدة بيانات برودواي على الإنترنت (الإنجليزية)
- جورجيت هاير على موقع كينوبويسك (الروسية)

- Georgette Heyer website
- Notes on 2009 Heyer conference نسخة محفوظة 30 يونيو 2020 على موقع واي باك مشين.